# Dina Asher-Smith
Geraldina Rachel Asher-Smith (født 4. december 1995) er en britisk sprinter, der specialiserer sig på 100 m og 200 m foruden 4 × 100-meterløb. I 2019 blev hun den første britiske kvinde til at vinde en VM-sprintkonkurrence, da hun vandt guld på 200 meter ved VM i atletik 2019 i Doha Hun har derudover også vundet EM-guld hele 6 gange på alle tre distancer, senest ved EM i atletik 2024 i Rom.
Hun deltog første gang ved de Olympiske lege ved Sommer-OL 2016 i Rio de Janeiro, hvor hun først blev nummer 5 i 200 meter-finalen. Ved de samme lege sikrede hun sig en bronzemedalje i kvindernes 4×100 meter stafetløb med Storbritannien. Fire år efter gentog det britiske stafethold bedriften på 4x100 stafet og sikrede endnu en OL-bronzemedalje ved Sommer-OL 2020 i Tokyo. I 2024 i Paris forbedrede man det til en sølvmedalje bag ved USA.